# Forenklet kinesisk
Forenklet kinesisk (简体中文 eller 简体字) stammer fra traditionel kinesisk, der er de to standardtegnsæt i Kina.
Kina simplificerede det traditionelle tegnsæt, så især fattigere mennesker, der ikke havde råd til skole kunne læse og skrive. 
Forenklet kinesisk er nu det mest brugte tegnsæt i hele Kina, mens traditionel kinesisk bruges i blandt andet Hong Kong og Taiwan.